# Opavští Přemyslovci
Opavští Přemyslovci byli vedlejší větví přemyslovské dynastie, kterou založil Mikuláš I. Opavský (narozen kolem 1255–1256), nemanželský, avšak legitimizovaný syn českého krále Přemysla Otakara II. Tato linie spojila své osudy s Opavskem a okolními regiony a vymřela v roce 1521, tedy více než 200 let poté, kdy v osobě krále Václava III. vymřela po meči hlavní přemyslovská linie.

## Vznik vedlejší linie rodu
Zakladatelem opavské linie Přemyslovců se stal Mikuláš I. Opavský, nemanželský syn Přemysla Otakara II. a Anežky z Kuenringu, kterému Přemysl přenechal správu Opavska (jako opavské knížectví ovšem definitivně až od roku 1318, předtím v pramenech jen zdůrazňováno vydělení opavské provincie). Přestože se Přemyslu Otakaru II. podařilo u papeže vymoci uznání Mikuláše za svého syna, nepodařilo se prosadit Mikuláše jako dědice českého trůnu. Pravděpodobně i proto nikdy žádný z opavských Přemyslovců, pokud je známo, nevznesl nárok na českou korunu, a to ani po roce 1306, kdy se Mikuláš II. Opavský stal významným diplomatem ve službách Jana Lucemburského a později i Karla IV. V roce 1338 získal za své služby do držby i ratibořské knížectví, které rodu zůstalo až do jeho vymření. Zajímavostí je, že v majetku rodu byl mimo jiné také dnešní Faustův dům.

## Úpadek opavských Přemyslovců
Smrtí Mikuláše II. (1365) skončila největší doba slávy rodu. Z ekonomického hlediska byla pozice rodu oslabována zvykem převzatým z piastovského Slezska, podle kterého se doména dělila mezi všechny mužské dědice. V roce 1377 tak vznikly větev ratibořská opavských Přemyslovců a vlastní opavská větev. Po husitských válkách ztráceli zástupci rodu také na politickém významu. Kníže Arnošt Opavský byl natolik zadlužen, že Opavské knížectví prodal českému králi Jiřímu z Poděbrad. Ten území koupil pro své syny, Viktorín z Poděbrad odtud ale utekl před uherským králem Matyášem Korvínem. Nemanželští Přemyslovci tak zůstali pouze ratibořskými knížaty, a to až do roku 1521, kdy zemřel jejich poslední zástupce, Valentin Hrbatý.

## Rodokmen
- Mikuláš I. Opavský (1255 - 1318)
  -  Mikuláš II. Opavský (asi 1288 - 1365)
    - Jan I. Ratibořský (okolo 1332 - 1380/1382)
      - Jan II. Opavský (asi 1365 - 1424)
        - Mikuláš V. Krnovský (asi 1409 - 1452)
          - Jan IV. Krnovský (asi 1440 - 1483)
          - Václav V. z Rybnika a Pštíny (asi 1442 - 1478)
          -  Barbora Krnovská, manželka osvětimského knížete Jana IV.

        -  Václav IV. Ratibořský (asi 1405 - 1456)
          -  Jan V. Ratibořský (asi 1446 - 1493)
            - Mikuláš VII. Ratibořský (asi 1483 - 1506)
            - Jan VI. Ratibořský (asi 1484 - 1506)
            -  Valentin Hrbatý (asi 1485 - 1521)

      - Mikuláš V. z Bruntálu (asi 1370 - 1405/1407)
      -  Markéta, manželka těšínského knížete Boleslava I.

    - Markéta Opavská (1325/1330 - 1363), manželka markraběte moravského Jana Jindřicha
    - Mikuláš III. Opavský (okolo 1339 - 1394)
    - Václav I. Opavský (1362 - asi 1381)
    - Anna Opavská, manželka Petra ze Šternberka
    -  Přemysl I. Opavský (po 1365 - 1433)
      - Václav II. Opavský (1397 - 1445/1449)
        - Jan III. Pobožný (asi 1425 - 1482/1485)
        -  Hanuš z Fulneka (asi 1420 - 1454)

      - Mikuláš IV. Opavský (asi 1400 - 1437)
      - Vilém I. Opavský (asi 1410 - 1452)
        - Bedřich Opavský (asi 1440 - 1470/1473)
        - Václav III. Opavský (asi 1445 - 1474)
        - Přemysl III. Opavský (asi 1450 - 1493)
        - Kateřina Opavská († 1505), manželka zahaňského a hlohovského knížete Jana II. Šíleného
        -  Anna Opavská († 1515)

      - Arnošt Opavský (asi 1415 - 1464)
      -  Přemysl II. Opavský (1423/1425 - 1478)